# Opuru
Opuru är ett berg i Kenya.   Det ligger i länet Nakuru, i den sydvästra delen av landet, 100 km nordväst om huvudstaden Nairobi. Toppen på Opuru är 2 856 meter över havet, eller 419 meter över den omgivande terrängen. Bredden vid basen är 15,6 km.
Runt Opuru är det ganska glesbefolkat, med 29 invånare per kvadratkilometer. Det finns inga samhällen i närheten. I omgivningarna runt Opuru växer huvudsakligen savannskog.